# دن اشنایدر (تهیه‌کننده تلویزیونی)
دن اشنایدر با نام کامل دانیال جیمز اشنایدر (به انگلیسی: Daniel James Schneider) (زاده ۱۴ ژانویه ۱۹۶۶) بازیگر، نویسنده، کارگردان و تهیه‌کننده تلویزیونی و سینمایی است.او در فیلم تصویر بزرگ بازی کرده است.

## زندگی‌نامه
او متولد شهر ممفیس از ایالت تنسی آمریکا است.
دن اشنایدر گاهی اوقات به اسامی دانیال اشنایدر، دانیال ج. اشنایدر و دانیال جمیز اشنایدر شناخته می‌شود.
او همچنین دستیار رئیس شرکت خود به نام اشنایدرز بیکری است.

### تحصیلات
او در سال ۱۹۸۲ از دبیرستان وایت استیشن فارغ‌التحصیل شده‌است هرچند او برای مدتی در دانشگاه ممفیس تحصیل کرده‌است و به کلاس‌های گوناگونی در دانشگاه هاروارد رفته‌است.